# American Girl in Italy
American Girl in Italy est une photographie en noir et blanc de la photographe américaine Ruth Orkin prise en 1951. Elle représente une jeune femme élégante, Ninalee Allen Craig, marchant sur le trottoir d'une rue italienne, à Florence, sous le regard convergent d'une quinzaine d'hommes de tous âges en position statique. Illustrant à la perfection un certain machisme ordinaire, elle connut un grand succès commercial. On a montré depuis que ce n'était pas un simple instantané mais une scène recomposée. C'est en observant la planche contact qui comprend la célèbre photographie, qu'on comprend parfaitement que Ninalee Allen Craig est passée plusieurs fois au milieu du groupe d’italiens et que surtout il y a parmi eux un jeune homme blond sur un scooter qui n’est autre qu’un figurant qu’on retrouve plusieurs fois en compagnie de Graig sur la planche-contact. 

## Sujet
D'après Éric Brian et Marie Jaisson, sociologues français, « on reconnaît aisément les traces de tensions sexuées dans la moue de cette élégante jeune femme, dans les attitudes obscènes des mâles autour d'elle, dans la disproportion numérique entre eux, dans les conflits entre la promiscuité apparente des protagonistes et la distance sociale et culturelle qui peut séparer une jeune Américaine en mouvement et ce ramassis de Latins oisifs ». Ils ajoutent que « l'image paraît toucher juste, un coup d'œil américain sur Gradiva en Béotie ».
Selon les deux chercheurs, le fait que la photographie ne soit pas le résultat d'une prise de vue spontanée ne lui fait pas perdre de son intérêt. Pour eux, « il faut au contraire connaître le pot aux roses de la mise en scène pour comprendre que l'image opère très exactement selon des principes connus de ritualisation de la représentation des relations entre les sexes, mais décalés ».